# 横山六之助
横山 六之助（よこやま ろくのすけ、1871年9月26日〈明治4年8月12日〉 - 没年不明）は、日本の地主、政治家。

## 経歴
神奈川県橘樹郡旭村下末吉（現・横浜市）出身。横山源左衛門の長男。普通学、漢学等を修める。農業を営む。
下末吉農会審査長、村会議員、神奈川県消防協会理事、旭消防組頭、下末吉町内会長、下末吉耕地整理委員、同耕地整理組合長、同農会評議員、下末吉尋常高等小学校教育後援会長、神奈川県連合衛生組合理事、下末吉衛生組合長などをつとめる。

## 人物
横山家は横山氏の総本家だったが、中頃に一旦中絶し、先代に至って再び家名を興し、村の公共方面に相当貢献した。
趣味は園芸、耕地整理及び土地の発展策、公共事業。宗教は禅宗。住所は横浜市鶴見区下末吉町。